# 天主教基蘇木總教區
天主教基蘇木總教區（拉丁語：Archidioecesis Kisumuensis）是肯亞一個羅馬天主教教省總教區，下轄七個教區。
1925年5月8日設立宗座監牧區，1932年5月27日升為宗座代牧區。1953年3月25日升為教區。1990年5月21日升為總教區。
總教區範圍包括基蘇木區、尼揚多區、邦多區和西阿亞區，2006年有教友431,120人（佔轄區總人口20.9%）、卅三個堂區、五十六名司鐸。現任總主教為扎克尤斯·奧克斯。